# Malov Do
Malov Do je naselje u Boki kotorskoj, u općini Kotor. 

## Zemljopisni položaj
Selo se nalazi u bokokotorskoj mikroregiji Krivošije. 

## Stanovništvo
Stanovništvo Malovog Dola je, za razliku od većine sela u arealu Boke kotorske, nacionalno homogeno. Naime, svi mještani su po narodnosti Srbi.

### Nacionalni sastav po popisu 2003.
- Srbi -  11